# ادوارد لاینلی سمبورن

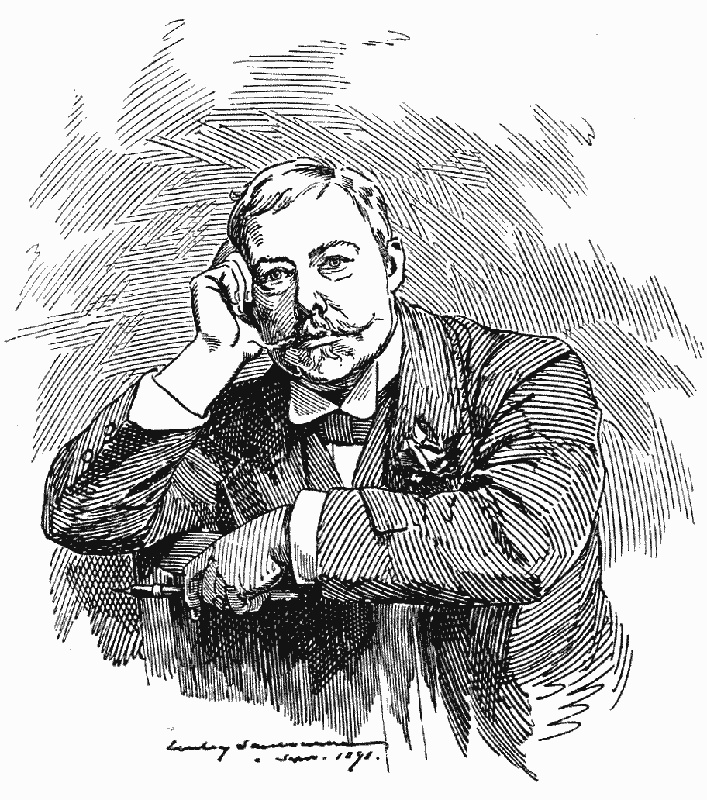
طرحی که سمبورن در سال ۱۸۹۱ از خودش کشیده‌است.

ادوارد لاینلی سمبورن (۴ ژانویه ۱۸۴۴ - ۳ اوت ۱۹۱۰) نقاش کارتون مجلهٔ پانچ و اهل پنتونویل لندن بود.
سمبورن در شانزده سالگی برای بازهٔ زمانی کوتاه به هنرستان جنوب کنزینگتون رفت ولی هنرستان را رها کرد و به شرکت مهندسی جان پن و پسرها در گرینویچ پیوست و در آنجا به عنوان نقشه کش مشغول به کار شد. او بیشتر وقتش را به کشیدن نقاشی و طراحی می‌گذراند و خیلی زود از نقشه کشی دلزده شد. یکی از دوستان سامبورن، آلفرد رید اتفاقی طراحی‌های او را دید و از آن‌ها خوشش آمد، بعد آن را به پدرش ژرمن رید که دوست سردبیر مجلهٔ پانچ، مارک لمون بود نشان داد و به این ترتیب سامبورن در ۲۷ آوریل ۱۸۶۷ در این مجله پذیرفته شد.

## چند نمونه از کارهای سمبورن
نگاره‌های زیر چند مورد از کاریکاتورهای سامبورن برای پانچ است که میان سال‌های ۲-۱۸۸۱ کشیده شده‌اند:

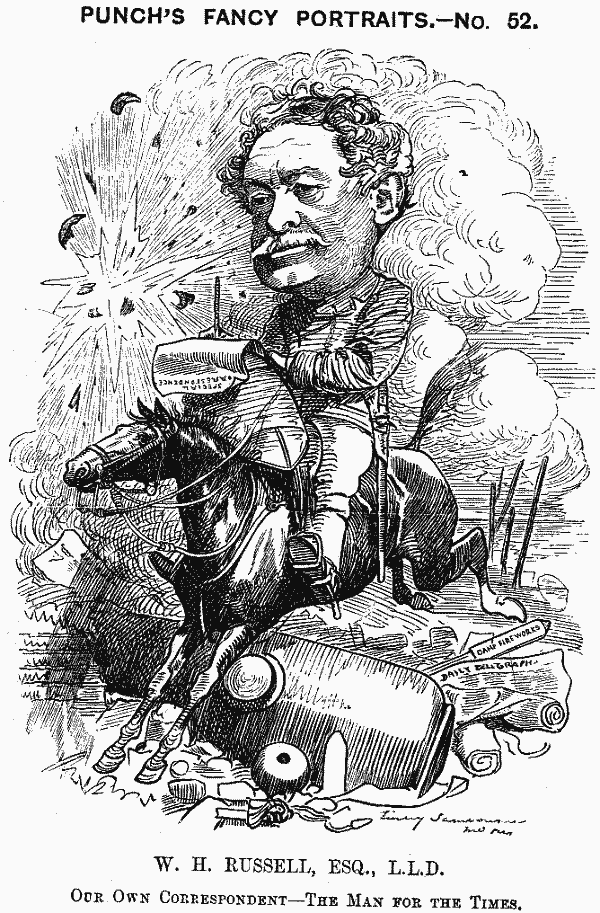
ویلیام هوارد راسل
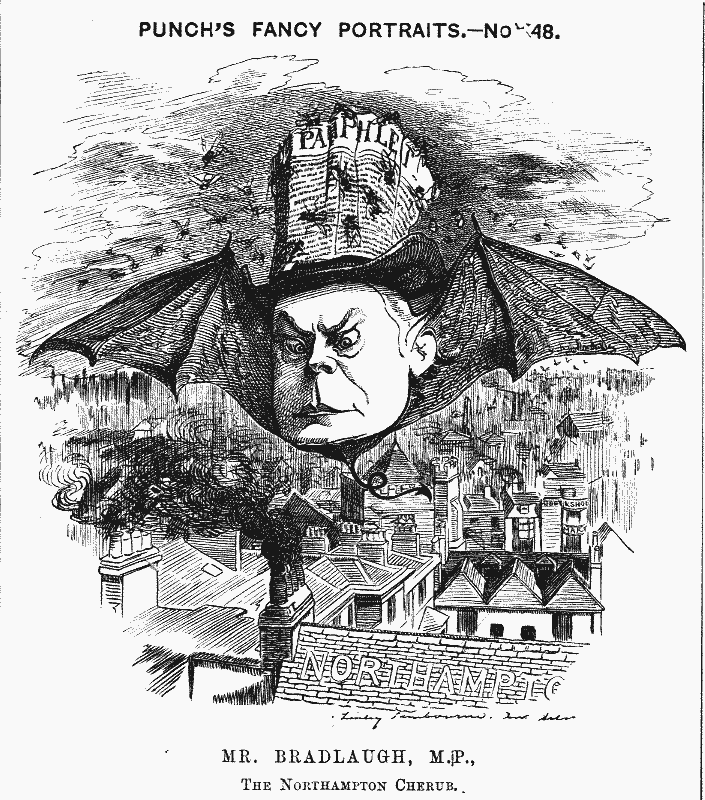
چارلز بردلف
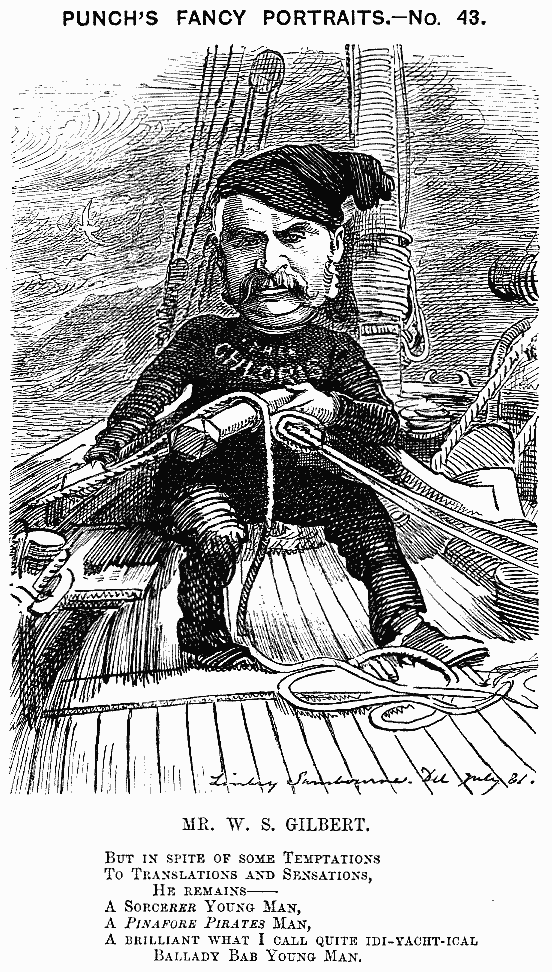
ویلیام شوئنک گیلبرت
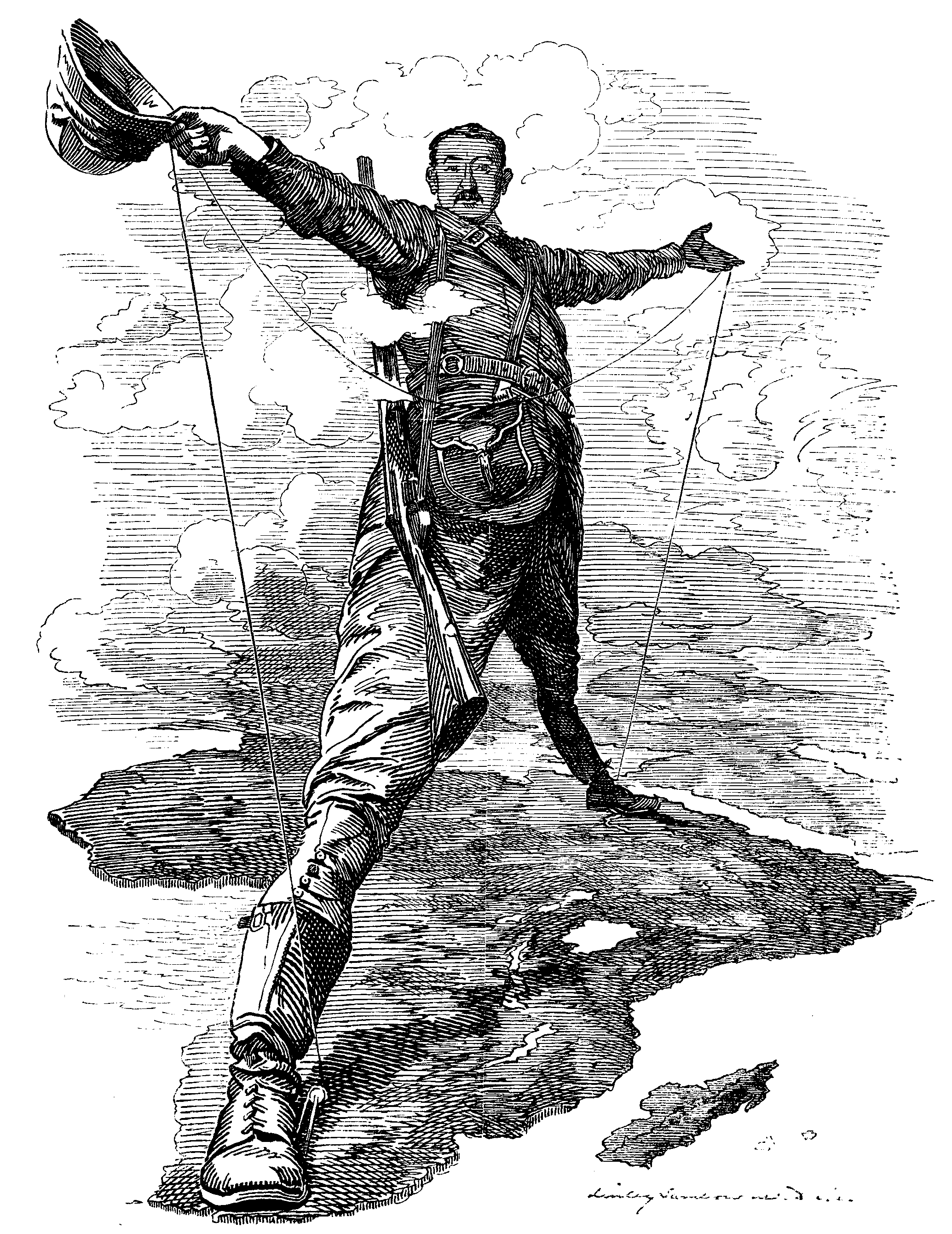
سسیل رودز با پاهای باز ایستاده بر روی آفریقا.